# Præsidentvalget i USA 1828
Præsidentvalget i USA 1828 var det 11. præsidentvalg i USA, der blev afholdt fra fredag den 31. oktober til tirsdag den 2. december 1828. Valget var en gentagelse af præsidentvalget i 1824, idet præsident John Quincy Adams fra det nationalrepublikanske parti var oppe imod Andrew Jackson fra det Demokratiske Parti. Begge partier var nye organisationer, og dette var det første præsidentvalg, hvor deres nominerede opstillede. Dette præsidentvalg repræsenterede den anden omkamp mellem to præsidentkandidat i USA's historie – noget der ikke igen ville finde sted før ved valget i 1840.
Med sammenbruddet af føderalistpartiet havde fire medlemmer af det demokratisk-republikanske parti – inklusive Jackson og Adams – søgt præsidentposten ved valget i 1824. Jackson havde vundet flest (men ikke et flertal) af både valgmandsstemmer og vælgerstemmer ved valget i 1824, men havde tabt det efterfølgende kontingentvalg, der var blev afholdt i Repræsentanternes Hus. I kølvandet på valget anklagede Jacksons tilhængere Adams og Henry Clay for at have indgået en "korrupt aftale", hvor Clay hjalp Adams med at vinde kontingentvalget til gengæld for, at Clay ville blive udnævnt som udenrigsminister. Efter valget i 1824 begyndte Jacksons tilhængere straks at planlægge en kampagne for 1828-valget, og det demokratisk-republikanske parti blev splitte i to partier: fra det nationalrepublikanske parti og det Demokratiske Parti.
Præsidentkampagnen i 1828 var præget af en stor grad af "mudderkastning", idet begge partier angreb modpartiets kandidats personligt. Jackson dominerede i Syden og i Vesten. Med den igangværende udvidelse af stemmeretten til de fleste hvide mænd markerede valget en dramatisk udvidelse af vælgerskaren, hvor 9,5 % af amerikanerne afgav en stemme på præsidenten, sammenlignet med 3,4 % i 1824. Flere delstater gik over til en populær afstemning om præsidenten, hvilket efterlod South Carolina og Delaware som de eneste delstater, hvor den lovgivende forsamling valgte delstaternes valgmænd.
Jackson vandt valget med 55,5% af vælgerstemmerne og 178 valgmandsstemmer mod Adams' 83 valgmandsstemmer. Historikere diskuterer betydningen af præsidentvalget, hvor mange hævder, at det markerede begyndelsen på moderne amerikansk politik, idet det fjerne vigtige barrierer for vælgerdeltagelse og etablere et stabilt topartisystem. Jackson blev den første præsident, hvis hjemstat hverken var Massachusetts eller Virginia, mens Adams var den anden, der tabte genvalg efter sin far John Adams.

## Yderligere læsning
- "A Brief Biography of Andrew Jackson 1767-1845: The Election of 1828". From Revolution to Reconstruction. Arkiveret fra originalen 2008-02-22. Hentet 15. november 2004.
- "Election of 1828". U-S-History.com. Hentet 15. november 2004.
- "A Historical Analysis of the Electoral College". The Green Papers. Hentet 20. marts 2005.

## Eksterne links
- Præsidentvalget i 1828: En ressourcevejledning fra Library of Congress
- Historiker James Parton beskriver valg
- Andrew Jacksons kampagne i 1828 og væksten i partipolitikken
- Valg af 1828 i Counting the Votes Arkiveret 1. januar 2018 hos  Wayback Machine